# Science World

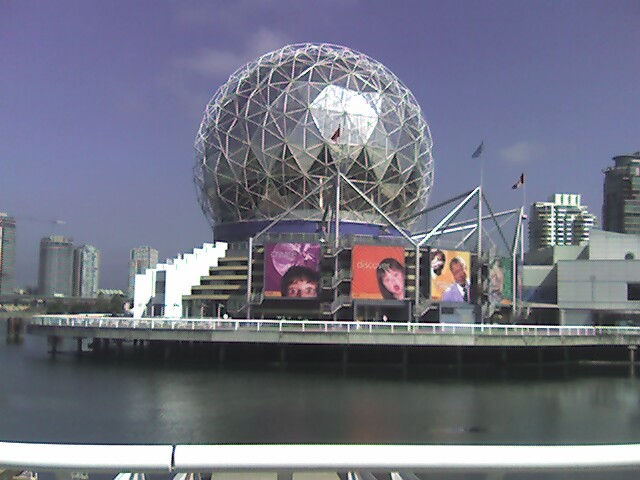
Science World

Science World (seit 2005 offiziell TELUS World of Science Vancouver genannt) ist ein nach dem Science-Center-Konzept gestaltetes Museum in der kanadischen Stadt Vancouver. Es wird von einer Non-Profit-Organisation betrieben, gezeigt werden permanente und wechselnde interaktive Ausstellungen.
Untergebracht ist das Museum in einer von Richard Buckminster Fuller entworfenen geodätischen Kuppel am östlichen Ende des Meeresarmes False Creek. Die Kuppel war eine der Hauptattraktionen der Weltausstellung Expo 86 und wurde anschließend für 19,1 Millionen CAD umgebaut. Die Eröffnung des Museums erfolgte 1988, ein Jahr später kam das OMNIMAX-Kino im obersten Teil der Kuppel hinzu.
Am 20. Juli 2005 nahm das Museum seinen heutigen Namen an, nachdem das kanadische Telekommunikationsunternehmen Telus neun Millionen CAD gespendet hatte und die Namensrechte erwarb. In der Öffentlichkeit stößt der neue Name auf Ablehnung. Die alte Bezeichnung ist weitaus geläufiger und auch die nahe gelegene SkyTrain-Station heißt unverändert Main Street-Science World. TELUS World of Science ist ein Markenname, der neben dem Museum in Vancouver zwei ähnliche Einrichtungen in Calgary und Edmonton umfasst.